# 誤報
誤報（ごほう、英: misinformation）は誤った情報や報告、および報道のこと。誤情報（ごじょうほう）とも言われる。

## 誤報の種類

### 誤報
この項ではマスコミによる誤報の類型を挙げる。分析の切り口により複数の類型があり、影響の程度や責任の所在は様々である。誤報に関する書籍（参考文献を参照）では、次のようなものを「誤報」として扱っている。

### 単純なミス
- 用字・用語によるもの。名称や肩書、数字（年齢[注釈 1]、電話番号、金額等）の誤り。

城戸又一編『誤報』では、「衛生都市」（衛生→衛星）、「天丼を焼いただけで鎮火」（天丼→天井）、「秋の股のお手入れ」（股→肌）、「国家予算3円」（3円→3兆円）などといった誤植を「誤報」として扱っている。これらのミスは後の項目に比べると程度の小さいものとされ、この手のものが「誤報」の中で最も頻度の高いものとされている（後藤文康『誤報』103頁）。もちろん、単純なミスであるからといって、記事の影響が必ずしも軽微というわけではない。電話番号を誤って記載した場合は間違い電話の被害者を生むことにつながるし（クリスマスの恒例イベント「ノーラッド・トラック・サンタ」はこれがきっかけで始まった）、株価の場合は株式市場に深刻な影響をもたらしかねない。
近年は原稿入力の電子化によりタイプミスが出ている。
- 写真の取り違え（例：Aという人物として紹介した写真が、実はBという人物のものだった）
- 軽微な誤訳（語の取り違えなど）
- 誤植。意味が大幅に変わり、時に大騒動に発展することがある。

### 情報提供者のミス、事実誤認、虚報
取材過程における情報源が単なるミスや誤認などから誤った情報を発信し、報道機関がその情報の真偽を確かめずにそのまま報道したため誤報となったケースもある。身近な例では、映画館の上映時間や博物館の企画展の開催期間などに関する誤報が見られる。また、情報源が故意に嘘の情報（虚報）を発信した場合、それを伝えた報道機関も誤報を発信することになる。2016年には群馬県の男性が「フランスのゲーム大会で優勝した」という虚報を流し、記者会見を開いたところ、上毛新聞と朝日新聞がそれを報じてしまった。
これらは厳密に言えば責任は発信者側にあるが、読者（もしくは視聴者）に誤った情報を提供したという意味では報道機関の責任でもある。複数の独立の情報提供者からの取材（俗に言う「ウラ取り」）を行わないとこの種の誤報が生じる。

### スクープ
スクープ報道は事柄の性質上取材対象の公式確認を得ず秘密裡の情報源に拠らざるを得ない。裏付け調査により信憑性を固めてから報道するが、当事者の確認が取れない以上この過程に推論が入らざるを得ず、それが外れれば誤報となる。裏付けが不充分な状態でも一定の信憑性があると判断された時点で見切り発車する、いわゆる「トバシ」は誤報となるリスクがより大きい。
一旦報じられればその後はオープンな調査が行えるが、事前調査では掴めなかった事実が明らかになり、記事の内容は事実に反していたと判明する場合がある。
- 1926年 - 大正天皇崩御に際した改元で、東京日日新聞（現在の毎日新聞）が新元号に「光文」が選定されたと報道した光文事件（実際には新元号は「昭和」となった）。
- 2011年7月 - 産経新聞が報じた“江沢民死去”（実際には没してなどいなかった）。
- 2014年10月 - 小渕優子の政治資金流用問題で産経新聞が先走り「経済産業大臣辞任を表明」と号外。本人が去就をなかなか明確にしなかったため。実際の辞任はこの6日後。

捜査機関による強制捜査などが予定されていた場合、事前に報じられると捜査対象の逃亡や証拠隠滅のおそれがある為、事前にマスコミにリークし、実施前の公表を控えるよう依頼することがある。
経済ニュースでは、ある事柄が正式決定していない段階で内部関係者から情報がもたらされて報道されることがある。その情報には、その後に正式決定がなされることが前提となっているが、その前提が崩れれば報道した内容は誤っていたことになる。また複数の当事者が存在するような事柄では、一部の当事者の意思が確実であっても、他の当事者の同意が得られなければ成就しない。
例えば合併では、経営トップ同士が合意に至ったとしても合併が成立するとは限らない。正式発表の前には有力株主や労働組合の合意、所管省庁の許可を取り付ける必要があるのだが、それが不充分な状態で報道された場合、詳しい内容を知った社内外からの反対により合併が破談になることがある。その場合、報じられた時点では誤報とはいえないものの、結果的には誤報となる。

### 伝達の齟齬（そご）
言葉（会話・文書）を通じて情報が伝達される場合、発する側と受ける側の解釈が必ずしも完全に一致しているとは限らない。情報を発する側の表現の適切さや妥当性の欠如、受ける側の解釈の誤り・飛躍などで情報が誤った形で伝達されたり、情報が錯綜している場合に誤った情報が報道されてしまう場合もある。異なる言語の間での翻訳に伴う誤訳も軽微なものを除きこの範疇に含められる。

### 無知によるもの
記事執筆者の個別事項に対する無知によるものである。例として各種諸制度、技術分野、業界事情、各国・各地域の社会事情等の専門知識がある。
たとえば新聞報道で、個人情報を故意に漏洩させた事件で「情報」に財産性を認めて窃盗容疑で逮捕した、というものがあった。もとより情報は“形がなく、管理も出来ない”ので窃盗罪の対象とならない（情報窃盗の項を参照）。当然のことながら、情報窃盗では逮捕状請求も却下されるはずだが、この報道では「（情報漏洩に対して）県警は、窃盗容疑を適用することにした」として、情報窃盗での逮捕を断定的に伝えている。

### 機械的不具合
情報源が自動の機械的なシステムである場合、その誤動作が誤報につながる。
自然災害（洪水・地震）や、他国からのミサイルなどによる攻撃など、緊急を要する事態が発生した場合、リアルタイムで情報を伝達しないと被害拡大につながる恐れがある。そのため近年では、速達性が求められる有事が発生した場合には、計測器やレーダーなどが感知すると自動的に総理官邸・関係各庁・報道機関などに伝達されるシステムが整備されているが、機械の不具合で実際は何も起こっていなくても、誤った情報が発報されてしまう場合がある。緊急地震速報や北朝鮮のテポドン発射予測時のレーダー不具合など。

### 予定稿
裁判や試合、その他行事などのように「前もって予定されている出来事」、あるいは高齢の著名人の死亡のように「いつかは起こることが確実な出来事」の場合、報道機関では事前に、詳細部分を追加するだけで記事が完成する原稿を用意しておくという慣習がある（例：死亡記事）。このような事前に用意された原稿を「予定稿」と呼ぶ。例として、昭和天皇崩御の際の「Xデー稿」もその一つとして挙げられる。当然の事ながら、報道に当たって日付などで細部の修正は行われるが、白紙の状態から原稿を用意する場合に比べて時間が節約できるため、速報性の向上につながる。また、記事のチェックを事前に余裕を持って行うことができるため、誤報を予防することができるというメリットもある。しかしこれらの予定稿の発出で事故があると、それは誤報となる。
- 対象となる出来事がまだ発生していないにも関わらず誤って発出される。
- 予定稿を発出する時に、変更が必要な箇所の編集を忘れてそのまま発出する。
  - 1994年 - リレハンメル冬季五輪のさなか、朝日新聞が「ボスニア、半旗の入場」と報道（実際には半旗ではなかった）。
- 選挙の当落のように、事柄によっては複数の予定稿が用意されることがある。このときに発生した事実とは異なる内容の原稿が発出される。
  - 1955年 - セイロン（現在のスリランカ）で皆既日食の観測に共同通信が「成功」（実際には失敗）。成功用と失敗用の予定稿を取り違えた。
  - 1988年 - 10.19でフジテレビが“引き分けにより西武優勝”とすべきところ“逆転で近鉄優勝”を読んでしまう。混乱のため。
  - 2013年 - ノーベル文学賞の受賞者発表で産経新聞が、村上春樹と本来の受賞者であるアリス・マンローを取り違えて電子版号外を発出。先走りのため。

ネット配信のニュースにおいて、予定稿が誤って閲覧可能な状態になってしまい、結果的に誤報となった例がある（2007年10月、時事通信の“時津風親方、退職届提出”。実際には解雇となった。担当者は処分されている）。短時間でミスに気づいて削除されることが多いが、RSSの普及に伴い誤報が人目に触れる危険性が高まっている。

### 犯罪報道
犯罪報道において、特定の人物を犯人だと読者に印象づける報道がしばしば見られるものだが、犯人扱いされた人物が実際には犯行に関わっていなかったことが明らかになったり、裁判で無罪になった場合をここで扱う。1968年に起きた三億円事件においては、翌年末に脅迫の容疑で別件逮捕された青年が、マスコミによって強奪事件の犯人であるかのような扱いを受けた。すぐに青年のアリバイが証明され釈放されたものの、新聞には男性の経歴や家族、交友関係などが詳しく記載されたため、無実と分かった後も好奇の目にさらされ続けた青年は最終的に自らの命を絶った（三億円別件逮捕事件）。1974年の松戸OL殺人事件では、別件の窃盗罪で逮捕された後に、同事件に対する殺人・死体遺棄などの罪で起訴された男性について、マスコミはそれまでに発生していた首都圏11人女性殺害事件との関連をほのめかし続けた。「おわび」や「訂正」が出されたのは東京高裁において、殺人などについての無罪判決が出された後、およびそれが確定した後（1991年）のことである。また、1994年の松本サリン事件では、マスコミによって、第一通報者の河野義行が逮捕、起訴されていないにも拘らず、約1年のあいだにわたって犯人視され続けた。いずれの報道にも共通するものとして、警察発表や、捜査員からの非公式な情報をさして裏づけを取ることもなく記事にしたり、記事をことさらセンセーショナルなものにしがちなマスコミの姿勢が挙げられる。また、松本サリン事件の報道の反省として述べられていたものに以下がある。
- 速報性を重視するあまり情報のチェックが不十分であったこと。
- マスコミ同士の競争の中で他社に抜かれたくないという思いがあったこと。
- 他社が記事にしているからこちらも載せて大丈夫だろうという姿勢があったこと。

### 虚報
何らかの過失により事実と異なる報道がなされる誤報と違って、虚報ないし虚偽報道は故意に事実と異なる報道がなされる。従来、虚報は誤報の文脈で語られてきたが、明確にこれと区別する必要がある。例えば朝日新聞の「伊藤律会見報道」は報道界で俗に「日本三大誤報」の一つと呼ばれてきた。
また情報源が情報操作を目的に、故意に虚偽リークを行ない、報道各社が乗ってしまう場合もあり得る。

## 名誉毀損と真実性の証明による免責
名誉毀損罪の「真実性の証明による免責」を参照のこと。
要約としては、公共の利害に関する事実に係るもので、専ら公益を図る目的であった場合に、真実性を証明できなかった場合でも、確実な資料・根拠に基づいて事実を真実と誤信した場合には、故意を欠くため処罰されないとされる（最大判昭和44年6月25日刑集23巻7号975頁）。

## マスコミ以外が発信者の誤報
なお、マスコミ以外の発信者としては、次の3つに分類することができる。
1. マスコミ以外の組織（会社や団体）によるもの。
2. 一個人によるもの。
3. 機械によるもの。

2による誤報の例は、山でのキャンプファイアーを誰かが山火事だと思って消防署に連絡するといったもの。セキュリティ機器が、異常事態が発生していないにも拘らず、何らかの原因で警報を鳴らすケースは3に含まれる。